# Pseudo-Dionigi Areopagita
Pseudo-Dionigi Areopagita (fl. V o VI secolo) è stato un teologo e filosofo siro, autore di un corpus di scritti mistici affini al neoplatonismo.
È indicato come Pseudo-Dionigi (cioè "falso Dionigi") perché l'autore, di fatto anonimo, firmò i propri testi Dionysios, spacciandosi per il molto più antico Dionigi Areopagita (giudice ateniese del I secolo convertito da Paolo di Tarso, secondo quanto riportato in Atti degli apostoli 17). L'insieme dei testi scritti da questo anonimo teologo fanno parte del cosiddetto Corpus dionysianum.

## IlCorpus dionysianum

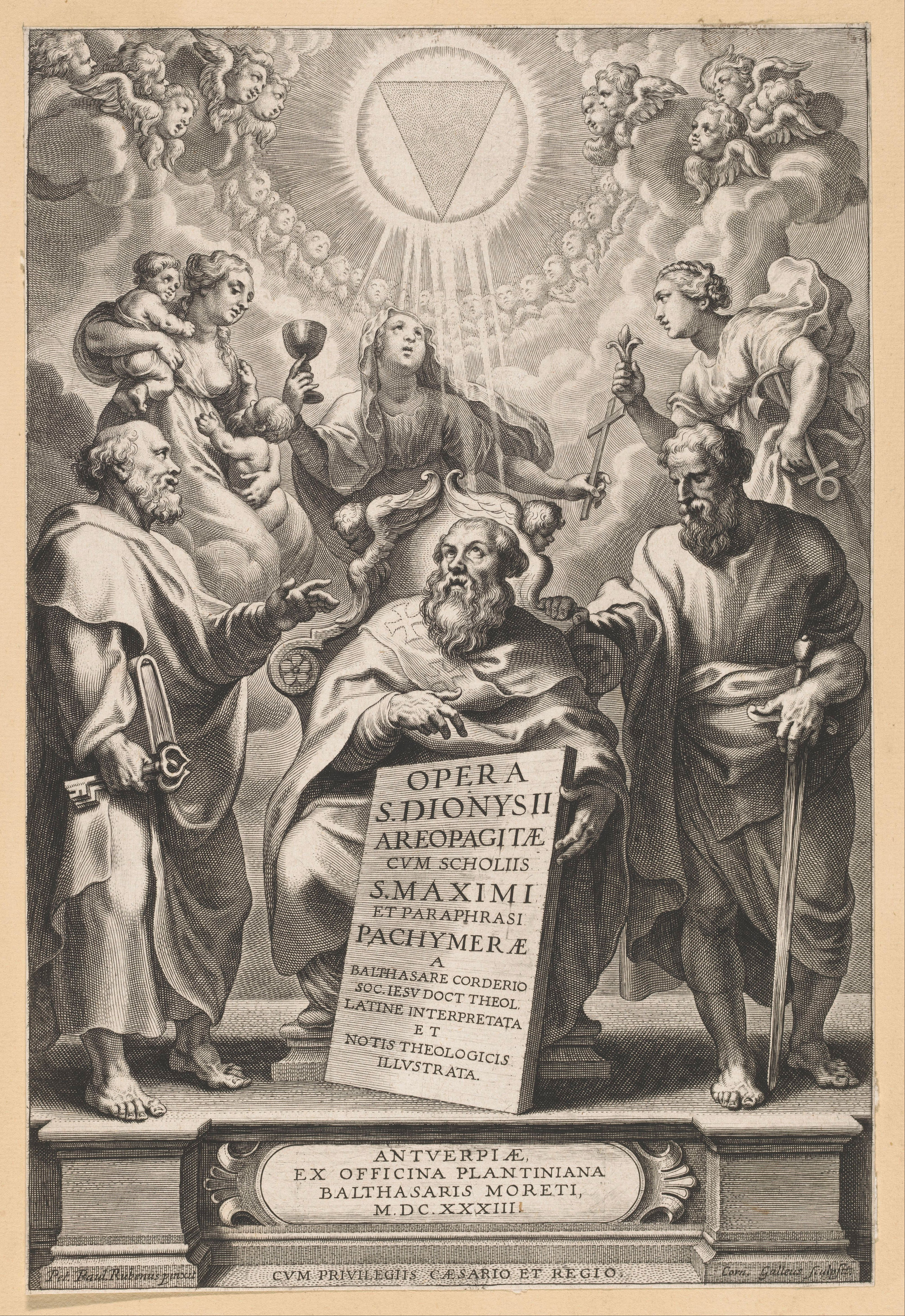
Balthasar Cordier (a cura di), Opera S. Dionysii Areopagitae, Anversa, ex officina Plantiniana, B. Moretus, 1633-1634.

Lo pseudonimo è associato a un insieme di scritti del VI secolo, denominati Corpus dionysianum o areopagiticum. Essi comparvero dapprima nel 528 in un'opera di Severo di Antiochia e fra il 531 e il 533 in una polemica tra calcedonesi e severiani: furono in particolare questi ultimi, avallati successivamente da Massimo il Confessore, ad assicurarne l'autenticità e a garantirne l'attribuzione a Dionigi l'Areopagita, giudice dell'areopago.
All'interno dei suoi stessi scritti, l'autore si presenta come l'ateniese del I secolo «Dionigi, membro dell'Areopago», nominato negli Atti degli Apostoli. Egli rivendica costantemente un'autorevolezza inferiore solamente a quella degli apostoli. Si dichiara presente al discorso che Paolo di Tarso tenne all'Areopago e conclusosi tra le risate degli ateniesi (Atti, 17,22); egli, al contrario, si sarebbe convertito in quell'occasione al cristianesimo e sarebbe divenuto successivamente vescovo di Atene.
L'attribuzione degli scritti al Dionigi ateniese fu messa in dubbio in epoca giustinianea (527–565) da Ipazio di Efeso; altre obiezioni furono avanzate da Lorenzo Valla nella prima metà del XV secolo, poi da Giulio Cesare Scaligero e da Erasmo da Rotterdam, ma il lungo dibattito che ne seguì giunse a conclusione solamente nel XIX secolo, quando la pseudonimia dell'autore fu definitivamente riconosciuta. Risulta probabile una datazione di questi scritti a un periodo di poco anteriore alla loro diffusione, in quanto il loro contenuto dipende direttamente dal pensiero del filosofo neoplatonico del V secolo Proclo.
L'identificazione dell'autore degli scritti non è certa. Sono stati fatti i nomi di: 
- Severo di Antiochia (il primo a diffondere e citare il Corpus dionysianum);
- Pietro l'Iberico, un vescovo georgiano (452–491);[2]
- Damascio, filosofo neoplatonico e ultimo scolarca dell'Accademia di Atene.[3]

Secondo Hugo Koch e Joseph Stiglmayr, si tratterebbe di un discepolo di Proclo e del teurgo ed esoterista Giamblico.

### Opere
Il Corpus areopagiticum (secondo la sua designazione latina) si compone delle seguenti opere:
- De coelesti hierarchia
- De ecclesiastica hierarchia
- De divinis nominibus
- De mystica theologia

Si sono inoltre conservate dieci lettere.
All'interno di queste opere vengono fatti riferimenti ad altre opere dello stesso autore (ad es. lo scritto De symbolica theologia). Si può ritenere che tali opere siano perdute, ma è più probabile che esse non siano mai esistite. La funzione di questi riferimenti, in effetti, è di far credere al lettore che l'autore abbia affrontato in altri luoghi temi teologici a quel tempo oggetto di aspri dibattiti; temi sui quali l'autore, nelle opere a noi giunte, non prende alcuna posizione.

## Pensiero
Il pensiero che emerge dalle opere mostra strutturali influssi neoplatonici, in particolare da parte di Proclo (nel testo si cita uno Ieroteo, che è però nient'altri che Proclo) e uno scarso uso della terminologia dogmatica più tecnica del Cristianesimo. Rilevanti sono anche gli influssi provenienti dalla teologia dei Padri cappadoci, in particolare Gregorio di Nissa.
Si è pensato che l'autore possa essere stato un neoplatonico che, convertitosi al cristianesimo, tenta una mediazione tra le due religioni o, in alternativa, un cristiano che si rivolge, con intento missionario, a un pubblico filosofico pagano, cercando autorevolezza nella falsa attribuzione al Dionigi. Vi è stato anche chi ha pensato che l'autore dell'opera possa aver fatto parte di una fazione che cercava un compromesso tra il monofisismo e quella che poi sarebbe stata la dottrina ufficiale della Chiesa. Inizialmente adoperati dagli stessi monofisiti per avvalorare la propria dottrina, anche dopo la condanna di quest'ultima gli scritti dello pseudo-Dionigi vennero comunque conservati come fonte autorevole dalla Chiesa.
L'attribuzione più recente è quella al filosofo neoplatonico pagano Damascio. Secondo questa ipotesi, il Corpus areopagiticum costituisce un falso finalizzato a perpetuare il pensiero del suo autore all'interno dell'orizzonte culturale politicamente vincente, ossia il cristianesimo. Anche questa ipotesi è stata tuttavia contestata.
Nel complesso, gli scritti dello pseudo-Dionigi disegnano una visione gerarchica della realtà, specificamente neoplatonica, in cui la realtà e la conoscenza discendono dal principio sommo della creazione, Dio, tramite le intelligenze angeliche, sino ai gradi infimi della materia. Tale gerarchia si riflette nell'ordinamento piramidale della Chiesa e nella sua liturgia.
L'uomo può conoscere il principio divino, e ascendervi, tramite due vie. La prima è quella della teologia affermativa (o catafatica), per cui a Dio, essendo questi causa di tutte le cose, può essere riferito ogni attributo di ogni singolo ente. La seconda via, superiore alla prima, è la teologia negativa (o apofatica), per cui Dio, trascendendo ogni cosa del mondo, può essere compreso solo per sottrazione, negando via via tutti i possibili attributi, siano anche quelli di "divinità", "essere" o "bene". La teologia negativa culmina nel silenzio. La vera conoscenza di Dio, tuttavia, si pone oltre sia la teologia affermativa che quella negativa, trascendendole entrambe in un mistico slancio in cui la mente supera ogni distinzione tra oggetto e soggetto, tra pensiero e pensato: "Se uno, avendo visto Dio, ha capito ciò che ha visto, non ha visto Dio, ma qualcuna delle sue opere che esistono e che si conoscono".
Nella triade di trattati "Sulla teologia mistica", "Sulla gerarchia celeste" e "Sulla gerarchia ecclesiastica", e in modo particolarmente "abbondante" in quest'ultimo, ricorre l'espressione greca tá mystiká theámata, con la quale lo Pseudo-Dionigi si riferisce alle gerarchie angeliche, alle proprie visioni e al profondo significato simbolico dei riti liturgici, che risultano incomprensibili e inaccessibili ai non-iniziati o a coloro che hanno appena intrapreso il percorso di iniziazione.
In tali opere, l'esperienza estetica assume un significato ontologico e anagogico, piuttosto che meramente poetico e letterario: il filosofo vi afferma che essa non consiste soltanto nella percezione di Dio, ma anche nell'esperienza sia sensibile che intellegibile e di tipo durevole della Sua Presenza interiore.
Determinante fu l'influsso di Dionigi l'Areopagita in pensatori successivi come Giovanni Scoto Eriugena (che tradurrà in latino nell'859 il Corpus areopagiticum) o Nicola Cusano.

### La teoria estetica
La bellezza trova la sua massima espressione nelle idee originali che appartengono al Nous, alla seconda ipostasi, e sono frantumate nella materia in una molteplicità indefinita. L'arte, che secondo Platone deve essere al servizio della verità, ha il compito di mostrare la verità delle cose, dietro la loro parvenza materiale, e, per fare questo, deve tendere al trascendente.
L'arte in quanto tende al bello, deve di nuovo mirare a questa dimensione ideale dove questa bellezza è più forte.
La massima espressione del bello si trova nelle idee iperuraniche: perciò, l'arte non deve più essere «mimesi del reale» (come la definì Aristotele), ma specchio dell'ideale.
Centrale in questo compito non è un'elevata sensibilità dell'artista, che deve cogliere ciò che della realtà sfugge alle persone comuni, ma la sua intelligenza, l'unica in grado di vedere le idee negli enti materiali.
L'artista non può vedere né predicare l'Uno, ma può partire dalla seconda ipostasi che è il Nous, seguendo un insieme di canoni che sicuramente rispecchiano aspetti fondamentali di questa realtà da cogliere.
Quale che sia il tema dell'opera da trattare, la bellezza è sempre semplicità, armonia, simmetria, regolarità di forme, luce, secondo il canone greco del bello. L'opera deve dare un'idea di unità, con continui richiami fra gli oggetti rappresentati: forme regolari, che così hanno gli stessi angoli, colori simili, e simmetrie.
Perciò, l'opera d'arte è in due dimensioni e non in tre, per distaccarsi dalla spazialità materiale e dare un senso del trascendente; è priva di elementi che diano riferimenti temporali, di nuovo per eliminare ogni riferimento alla terza ipostasi.
L'artista utilizza poligoni regolari che si avvicinano alla perfezione dei solidi platonici, e colori molto luminosi, nei quali domina il giallo.
La bellezza fino al Medioevo sarà consonantia et claritas, armonia e luce.

## Importanza ed eredità
San Tommaso d'Aquino dedicò allo scritto I nomi divini di quello che oggi è chiamato pseudo-Dionigi il commento Super Librum Dionysii De divinis nominibus.
Inoltre, il maestro domenicano lo citò a più riprese nella Summa Theologiae, chiamandolo san Dionigi e descrivendolo come un Padre della Chiesa.
Il suo pensiero influenzò non sono l'angelologia, ma anche l'estetica tomista.

## Citazioni letterarie
- Tommaso d'Aquino cita ampiamente Dionigi l'Areopagita come fonte della dottrina cristiana sugli angeli nella Summa theologiae, qq. 106 107.[10]
- Dante Alighieri colloca Dionigi nel Paradiso, affermando di rifarsi esplicitamente al suo schema angelico in Paradiso, XXVIII.[11]
- L'Areopagita è citato ne Il nome della rosa dal protagonista, Guglielmo da Baskerville, come difensore del riso in una disputa tra sapienti.[12]